# Jacques de Haller
Jacques de Haller (* 28. Juli 1952 in Genf) ist ein Schweizer Arzt, Verbandsfunktionär und Politiker (SP).

## Leben
1978 erwarb Jacques de Haller das Arztdiplom und wurde 1983 Facharzt für Allgemeinmedizin. Als Hausarzt führte er während 21 Jahren eine Praxis in Genf. Von 1997 bis 2004 war de Haller Präsident der Schweizerischen Gesellschaft für Allgemeinmedizin (SGAM). Von 2004 bis 2012 war er Präsident der Verbindung der Schweizer Ärztinnen und Ärzte (FMH). Im Juni 2012 wurde de Haller nicht in den Zentralvorstand wiedergewählt, so konnte er nicht an der Wahl zum Präsidenten teilnehmen. Er blieb bis Dezember 2012 im Amt. Sein Nachfolger wurde Jürg Schlup. 2015 wurde de Haller zum Vorsitzenden der europäischen Ärzteschaft  Comité Permanent des Médecins Européens Standing (CPME) gewählt, er übernahm das Amt auf Anfang 2016 für die Amtsdauer von drei Jahren. Nachfolger von de Haller auf Januar 2018 wurde Frank Ulrich Montgomery. Seit Oktober 2020 ist er Vizepräsident des Anstaltsrates des Interkantonalen Spitals der Broye in Payerne und Estavayer.

## Diverses
De Haller kandidierte bei den Wahlen 2011 im Kanton Bern für den Nationalrat, er wurde nicht gewählt. Er ist mit Isabelle Graesslé verheiratet und hat zwei Kinder.